# Botanophila biseriata
Botanophila biseriata är en tvåvingeart som först beskrevs av Huckett 1965.  Botanophila biseriata ingår i släktet Botanophila och familjen blomsterflugor. Inga underarter finns listade i Catalogue of Life.